# Hans Sleutelaar
Hans Sleutelaar (Rotterdam, 22 september 1935 – aldaar, 25 juni 2020) was een Nederlands dichter.

## Biografie
Sleutelaar werd op 22 september 1935 geboren te Rotterdam. Hij zat eerst op het Erasmiaans Gymnasium, maar deed uiteindelijk eindexamen HBS A in 1953. In zijn ouderlijk huis was van 1957 tot 1959 het redactiesecretariaat van het literaire blad Gard Sivik gevestigd, daarna (tot 1964) in het souterrain van dat huis aan de Rotterdamse Essenburgsingel 127b.
Samen met Cornelis Bastiaan Vaandrager en Hans Verhagen behoorde Sleutelaar tot de Zestigers. Hij verzamelde, samen met Eelke de Jong, 500 sprookjes uit de overlevering, in de bundel Sprookjes van de Lage Landen.
Sleutelaar werkte onder andere als junior copywriter bij Unilever, als freelance tekstschrijver, als medewerker van de Haagse Post en als hoofdredacteur van uitgeverij Boelen. Hij heeft van 1985 tot 2000 een eigen uitgeverij gehad en woonde "als ambteloos pennenvoerder" in Normandië. Na een verblijf in Thailand, keerde hij terug in zijn geboortestad.
In 2016 werd Sleutelaar worden. Herinneringen van en aan een zwijgende dichter uitgegeven over ontmoetingen met en tussen dichters van de Generatie Zestig. In november 2016 werd Sleutelaar onderscheiden met de Anna Blaman Prijs.
Stephan Warmenhoven wijdde aan de dichter ook een (televisie)documentaire, Sleutelaar is hier, die begin 2018 in première ging op het International Film Festival Rotterdam (IFFR).

### Gedichten
- Schaars licht, De Bezige Bij, 1979
- Vermiste stad: Rotterdamse kwatrijnen, De Bezige Bij, 2004
- Wollt ihr die totale Poesie ? : korte en zeer korte gedichten, De Bezige Bij, 2015

### Non-Fictie
- Sleutelaar worden. Herinneringen van en aan een zwijgende dichter. Studio Kers, 2016

### Vertalingen
- Kurt Schwitters. Anna Bloeme en ik. Gedichten 1912-1947. Vianen, Kwadraat, 1983. 77 p.
- Kurt Schwitters. Op de bank. Utrecht, Kunstzaal De Reiger, 1986. 6 p.

### Als co-auteur
- Sprookjes van de Lage Landen, Eelke de Jong, Hans Sleutelaar. 1972
- De onbekende lotgevallen van Klein Duimpje en Hans & Grietje. Sprookjes uit de Nederlandse overlevering. Eelke de Jong, Hans Sleutelaar. 1973
- Nieuwe sprookjes van de Lage Landen, Eelke de Jong, Hans Sleutelaar. 1974
- Alle sprookjes van de Lage Landen. Eelke de Jong, Hans Sleutelaar. 1985
- De SS'ers. Nederlandse vrijwilligers in de Tweede Wereldoorlog. Acht interviews met voormalige SS'ers door Armando en Hans Sleutelaar. De Bezige Bij, 1967[8]

- Bibliothèque nationale de France: cb13740051h (data)
- Gemeinsame Normdatei: 1026506263
- International Standard Name Identifier: 0000 0001 1027 3879
- Library of Congress Control Number: n79103580
- Nationale bibliotheek van Australië: 35146410
- Nationale Bibliotheek van Israël: 987007274385205171
- Nederlandse Thesaurus van Auteursnamen: 070238979
- Système universitaire de documentation: 165403225
- Virtual International Authority File: 56788332
- WorldCat: E39PBJqqmcTkCFq4jQdmwV6xjC